# Xã Mueller, Michigan
Xã Mueller (tiếng Anh: Mueller Township) là một xã thuộc quận Schoolcraft, tiểu bang Michigan, Hoa Kỳ. Năm 2010, dân số của xã này là 234 người.